# Christian Catholic Church
Christian Catholic Church of Zion var ett kristet trossamfund, som bildades 1896 och kring sekelskiftet 1899-1900 växte fram kring den skotsk-amerikanske väckelseevangelisten John Alexander Dowie.
Under 1890-talet var Dowie verksam i Chicago och år 1900 köpte han land vid Lake Michigan, norr om staden och bildade ett kristet kollektiv som han kallade Zion. Dowie bildade också ett företag, som kom att få namnet Zion Industries, för att finansiera kollektivet.
Två viktiga inslag i kyrkans lära var helbrägdagörelse genom tro och ett heligt liv. Dowies anhängare förväntades t.ex. avstå från tobak, alkohol, fläskkött, läkare och mediciner.
Dowie och hans närmsta anhängare började även kläda sig själv i långa prästskrudar, efter förebild från översteprästen Aron i Gamla Testamentet. Troendedop genom trefaldig nedsänkning praktiserades.

Genom stora väckelsekampanjer och tidningen Leaves of Healing spreds detta budskap som en präriebrand och redan 1905 hade man drygt 30 000 medlemmar runt om i världen. 7 500 av dessa slog sig ner i Zion City.
Kyrkans missionsverksamhet i södra Afrika ledde där, i kombination med inspiration från traditionell afrikansk religionsutövning, fram till bildandet av så kallade sionistkyrkor.

## Splittring
1903 deltog Dowie i en, massmedialt mycket uppmärksammad, "böneduell" med Mirza Ghulam Ahmad, grundare av den muslimska Ahmadiyya-rörelsen. Båda bad Gud att avslöja motståndaren som varande en falsk profet. Ahmad och hans anhängare tolkade Dowies fortsatta öde som ett bönesvar. Från 1905 och fram till sin död två år senare drabbades Dowie nämligen av en serie strokes som undergrävde såväl hans hälsa som förtroende som helandeförkunnare. 
1906 var Dowie döende, staden gick i konkurs och dess egendomar satta under förvaltare, arbetslösheten steg och stora delar av befolkningen flydde Zion och församlingen som skakades av strider om vem som skulle efterträda Dowie.
Under de följande åren bildades en rad smågrupper som alla använde namnet CCC och gjorde anspråk på att vara den ursprungliga sanna CCC.
Några av dessa är de nuvarande Grace Missionary Church, Missionary Church Association och Lakeview Church in Zion.

### Christian Catholic Apostolic Church in Zion
Wilbur Glenn Voliva tog ledningen för huvudförsamlingen i Zion som han gav namnet Christian Catholic Apostolic Church in Zion. Under hans ledning utvecklades kyrkan allt mer till en sekt. 
Voliva höll hård kontroll över staden Zion och dess invånare, han till och bestämde vem som skulle gifta sig med vem. Voliva hävdade att jorden var platt och detta lärdes ut i samfundets skolor och spreds via kyrkans radiostation. Voliva förutsade även vid fem tillfällen att jorden skulle gå under utan att vid något tillfälle bli sannspådd.
Under den stora depressionen efter Wall Street-kraschen gick Zion Industries i konkurs. Voliva dog 1942 och efterträddes av Michael J. Mintern som 1959 efterträddes av Carl Q. Lee. 1976 installerades Roger W. Ottersen som den femte och siste internationelle ledaren. I slutet av 1994 avgick han och ämbetet avskaffades.
Hans efterträdare ombildade istället kyrkan till Christ Community Church (CCC). CCC har genom sitt stöd till missionsorganisationen Zion Evangelical Ministries of Africa fortsatt kontakt med sionistkyrkor i södra Afrika.

## Internationell avläggare
I södra Afrika finns det fortfarande en kyrka kallad Christian Catholic Apostolic Church in Zion in South Africa.